# Grande Prêmio de Plouay de 2014
A 78.ª edição do Grande Prêmio de Plouay foi uma corrida ciclista que se disputou a 31 de agosto de 2014 com princípio, vários passos e final na localidade de Plouay, na Bretanha. Passou por um circuito de 26,9 km com três pequenas cotas (com início e final em Plouay) ao que se lhe deram 8 voltas e depois um circuito de 13,9 km para completar um total de 229,1 km.
Pertenceu ao UCI WorldTour de 2014.
O ganhador final foi Sylvain Chavanel sendo o mais forte dos 7 corredores que conseguiram uns metros de vantagem na descida do último passo por Ty Marrec, por adiante de Andrea Fedi e Arthur Vichot, respectivamente.

## Equipas participantes
Tomaram parte na carreira 24 equipas: os 18 de categoria UCI ProTeam (ao ser obrigada sua participação); mais 6 de categoria Profissional Continental mediante convite da organização (o Bretagne-Séché Environnement, Cofidis, le Crédit en Ligne, IAM Cycling, Neri Sottoli, Bardiani CSF e Wanty-Groupe Gobert). As equipas estiveram integradas por 8 corredores (excepto Giant-Shimano, IAM e Neri Sottoli que o fizeram com 7), formando assim em princípio, um pelotão de 189 ciclistas, dos que finalizaram 150.
| Equipa                               | Cód. UCI | Categoria                |
| ------------------------------------ | -------- | ------------------------ |
| AG2R La Mondiale                     | ALM      | UCI ProTeam              |
| Astana Pro Team                      | AST      | UCI ProTeam              |
| Belkin-Pro Cycling Team              | BEL      | UCI ProTeam              |
| BMC Racing Team                      | BMC      | UCI ProTeam              |
| Cannondale                           | CAN      | UCI ProTeam              |
| Fdj.fr                               | FDJ      | UCI ProTeam              |
| Garmin Sharp                         | GRS      | UCI ProTeam              |
| Lampre-Merida                        | LAM      | UCI ProTeam              |
| Lotto Belisol                        | LTB      | UCI ProTeam              |
| Movistar Team                        | MOV      | UCI ProTeam              |
| Omega Pharma-Quick Step Cycling Team | OPQ      | UCI ProTeam              |
| Orica GreenEDGE                      | OGE      | UCI ProTeam              |
| Team Europcar                        | EUC      | UCI ProTeam              |
| Team Giant-Shimano                   | GIA      | UCI ProTeam              |
| Team Katusha                         | KAT      | UCI ProTeam              |
| Team Sky                             | SKY      | UCI ProTeam              |
| Tinkoff-Saxo                         | TCS      | UCI ProTeam              |
| Trek Factory Racing                  | TFR      | UCI ProTeam              |
| Bardiani CSF                         | BAR      | Profissional Continental |
| Bretagne-Séché Environnement         | BSE      | Profissional Continental |
| Cofidis, Solutions Crédits           | COF      | Profissional Continental |
| IAM Cycling                          | IAM      | Profissional Continental |
| Neri Sottoli                         | NRI      | Profissional Continental |
| Wanty-Groupe Gobert                  | WGG      | Profissional Continental |

## Classificação final
| \| Posição \| Ciclista \| Equipo \| Tempo \| Pontos UCI[6] \| \| \| 1. \| Sylvain Chavanel \| IAM \| 5 h 38 min 26 s \| - \| \| \| 2. \| Andrea Fedi \| Neri Sottoli \| m.t \| - \| \| \| 3. \| Arthur Vichot \| Fdj.fr \| m.t \| 50 \| \| \| 4. \| Cyril Gautier \| Europcar \| m.t \| 40 \| \| \| 5. \| Julian Alaphilippe \| Omega Pharma-Quick Step \| m.t \| 30 \| \| \| 6. \| Tim Wellens \| Lotto Belisol \| m.t \| 22 \| \| \| 7. \| Ben Hermans \| BMC Racing \| m.t \| 14 \| \| \| 8. \| Alexander Kristoff \| Katusha \| a 2 s \| 10 \| \| \| 9. \| Giacomo Nizzolo \| Trek Factory Racing \| m.t \| 6 \| \| \| 10. \| Jürgen Roelandts \| Lotto Belisol \| m.t \| 2 \| \| |                    |                         |                 |            |  |
| Posição | Ciclista           | Equipo                  | Tempo           | Pontos UCI |  |
| 1. | Sylvain Chavanel   | IAM                     | 5 h 38 min 26 s | -          |  |
| 2. | Andrea Fedi        | Neri Sottoli            | m.t             | -          |  |
| 3. | Arthur Vichot      | Fdj.fr                  | m.t             | 50         |  |
| 4. | Cyril Gautier      | Europcar                | m.t             | 40         |  |
| 5. | Julian Alaphilippe | Omega Pharma-Quick Step | m.t             | 30         |  |
| 6. | Tim Wellens        | Lotto Belisol           | m.t             | 22         |  |
| 7. | Ben Hermans        | BMC Racing              | m.t             | 14         |  |
| 8. | Alexander Kristoff | Katusha                 | a 2 s           | 10         |  |
| 9. | Giacomo Nizzolo    | Trek Factory Racing     | m.t             | 6          |  |
| 10. | Jürgen Roelandts   | Lotto Belisol           | m.t             | 2          |  |